# 일본 대장성
대장성(일본어: 大蔵省 오쿠라쇼[*], Ministry of the Treasury)는 일본의 과거 중앙 행정기관으로서 2001년의 중앙 성청 개편으로 사라졌다. 메이지 유신부터 존재했던 기관이다. 2001년 중앙 성청 개편 이후에는 재무성으로 권한이 넘어갔다.

## 개요
1868년(명치 원년) 구(舊) 1월, 일본 조정의 정부 운영을 위한 자금 조달의 기관으로 설치 되었다. 명칭이 몇번이나 바뀌었으며, '태정관제'(太政官制)가 도입되었을 때 회계관으로 이름을 고쳤다. 이 시기에는 태정관지폐가 발행된 시점이었다.

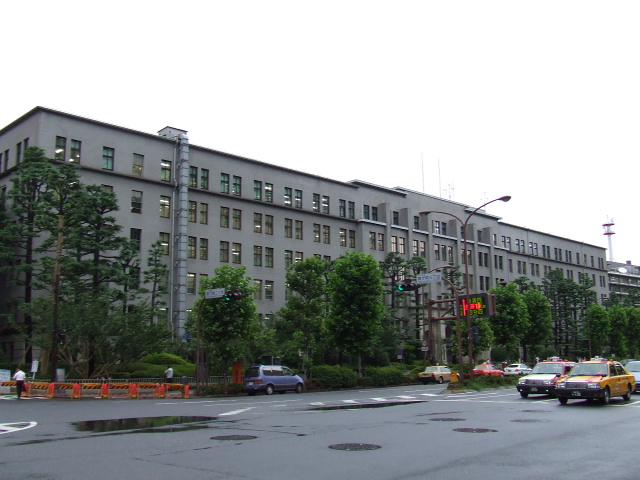
재무성 청사(과거에는 대장성 청사였음)

1869년 구 8월, 2관 6성제가 도입되면서 대장성으로 개명되었다. 구 8월, 민정과 재정의 일체화를 주장한 오쿠마 시게노부의 주장대로 민부성과 합쳐 대형 중앙 행정 기관이 되었다. 여기서 대장성의 권한 강화에 반발하는 세력들과의 정쟁이 일어나 1870년 구 8월, 다시 민부성은 분리되었다. 하지만 다시 통합파의 반격에 의해 1871년 구 7월에 다시 민부성은 다시 대장성에 통합되었다(단, 식산흥업에 대해서는 1870년 구(舊) 윤 10월에 공부성으로 민부성에서 독립했다.). 최종적으로는 1873년 11월에 내무성의 설치까지 대립이 계속되었다. 또, 1880년에는 공정한 회계 감사를 위해 감사부분이 회계검사원으로 독립했다.
1885년에 내각제도가 도입되었을 때 관제가 정비되어서 세입과 세출, 조세, 구채, 조폐, 은행을 담당하는 대형 관청이 되었다.
국가예산의 관리 및 기획, 조세정책, 금융행정을 통괄하는 대형 관청이었으며, 특히 재정정책을 실질적으로 결정하는 막강한 권한을 가지고 있었다. 제2차 세계 대전 이후에도 이런 권한을 유지하여 전후에도 내무성은 해체되었지만 대장성은 거의 상처없이 유지되었다. 이후에는 '성 중의 성'(省の中の省), '관료 중의 관료'(官僚の中の官僚)라고 불릴 정도였다. 대장성 안에서는 회계국이나 주세국 등의 재정 관련 부문은 '2층조', 은행국이나 증권국 같은 금융 관련 부문은 '4층조'라고 불렸다.
2001년의 중앙 성청 개편 때 분할되어 재무성과 금융청(내각부 외국(外局))으로 각각 권한을 이관했다. 재무성은 과거 대장성 때와 같이 국가예산 계획 등에 영향력을 가지고 있지만, 편성권은 '경제재정자문회의'로 넘겨졌으며, 또 금융 행정은 내각부 금융청의 관할이 되었다. 중앙 성청 개편은 정치의 주도권을 정부에서 민간으로 넘기기 위함이었는데, 또한 너무 강한 대장성의 힘을 없애려는 목적도 있었다.

### 다이라노 마사카도의 머리 무덤
관동 대지진 직후, 일본 정부는 대장성 부지내에 있던 다이라노 마사카도의 머리 무덤(平将門の首塚)을 무너뜨려, 그곳에 가(假)청사의 건설을 계획했다. 그러나, 갑자기 대장대신을 비롯하여 14명이 죽는 일이 벌어지자 일본 정부는 당황하여 수총을 복원하였다. 이후, 1940년은 마사카도의 사후 천년이 되었는데, 낙뢰가 당시 대장성을 비롯한 관청가에 발생해 관청가가 전소하게 된 사건이 발생했다. 이때 대장대신이 마사카도의 위령제를 지내는 등의 일이 발생했다.

### 명칭 변경
일본에서는 대장성이라는 명칭이 다이호 율령 이래로 1200년 동안 쓰였다. 메이지 유신 당시 부활해서도 그 명칭은 바뀌지 않고, 재편시에는 오랫동안 사용해온 명칭의 변경에 반발하는 대장성 관료의 목소리도 높았다. 이에 대해, 하시모토 류타로 당시 내각총리대신은 "그렇다면 검비위사도 부활시킬까요?"하며 빈정대기도 했다. 결국, 이케다 하야토 전 내각총리대신이 휘호를 쓰기도 한 대장성의 문표도 치워지고, 새로이 재무성 간판이 설치되자, 눈물을 머금고 대장성과의 헤어짐을 아파하는 관료도 있었다. 대표적으로, 마지막 대장대신(초대 재무대신이기도 하다)이자, 전직 내각총리대신이었던 미야자와 기이치였다. 다른 대신이 신관청의 문패에 대해, 스스로 기뻐하면서 휘호를 쓰거나, 서예에 자신이 없는 이는 유명 서예가에게 쓰도록 하거나 했던 것과 다르게, 미야자와는 컴퓨터의 해서체 중에서, 여러 가지 주문을 하면서 문자를 선정했다. 대장성 마지막 날에, 어느 기자가 '아무래도 감회가 남다르시겠지요'하는 질문에 '뭐 이 대장성에서 관료생활을 시작하기도 했으니까요...'라며 씁쓸한 듯 대답했다. 참고로 영어 번역은 대장성이든 재무성이든 Ministry of Finance로 동일하다.